# Гай Уммідій Квадрат Анніан Вер
Гай Уммідій Квадрат Анніан Вер (лат. Gaius Ummidius Quadratus Annianus Verus; ? — після 146) — державний діяч часів Римської імперії, консул-суффект 146 року.

## Життєпис
Походив з роду Уммідіїв. Син Гая Уммідія Квадрата Серторія Севера, консула-суффекта 118 року. Про його молоді роки нічого невідомо. Завдяки гарним стосункам батька з імператором Адріаном розпочав швидку кар'єру. У середині 120-х років вона призупинилася через підозри імператора стосовно Гая Уммідія Серторія Севера.
Втім вже за нового імператора Антоніна Пія близько 138 року одружився з донькою претора Марка Аннія Вера, батька майбутнього імператора Марка Аврелія. Можливо сам Анніан Вер був якимось родичем тестю, ймовірно по материнській лінії.
У 146 році призначено консулом-суффектом разом з Квінтом Воконієм Саксою Фідом. Про каденцію та подальшу діяльність нічого невідомо.

## Родина
Дружина — Аннія Корніфіція Фаустіна
Діти:
- Марк Уммідій Квадрат, консул-суффект 167 року
- Уммідія Корніфіція Фаустіна